# Roudoudou e Riquiqui
Roudoudou e Riqui sono due personaggi illustrati per bambini pubblicati in Francia dagli anni Cinquanta ai primi anni Settanta. Sebbene distinti, questi due personaggi erano spesso associati nelle pubblicazioni e avevano un editore comune.

## Storia della pubblicazione
Roudoudou le petit cabri è stato creato dal disegnatore spagnolo José Cabrero Arnal e Riquiqui le petit ourson dal disegnatore francese René Moreu mentre entrambi lavoravano per Éditions Vaillant.
Roudoudou e Riquiqui apparvero come riviste mensili illustrate per ragazzi tra il 1950 e il 1972, con René Moreu come caporedattore alla loro nascita. Roudou les belles images iniziò la pubblicazione nel 1950 e Riquiqui les belles images seguì nel 1951.
È da notare che, pur facendo parte della famiglia Éditions Vaillant, Roudoudou e Riquiqui sono pubblicati da una struttura specifica, Roudoudoudou-Riqui les belles images, situata al 5 Boulevard Montmartre, Parigi 2e, e non dalla casa editrice Vaillant stessa.
Le storie erano rivolte ai bambini piccoli, di età compresa tra i 3 e i 6 anni, a complemento della rivista Vaillant, che si rivolgeva ai bambini più grandi. Più tardi, nel 1957, la creazione di Pipolin si rivolse a un pubblico intermedio (dai 6 ai 9 anni circa).

## Personaggi

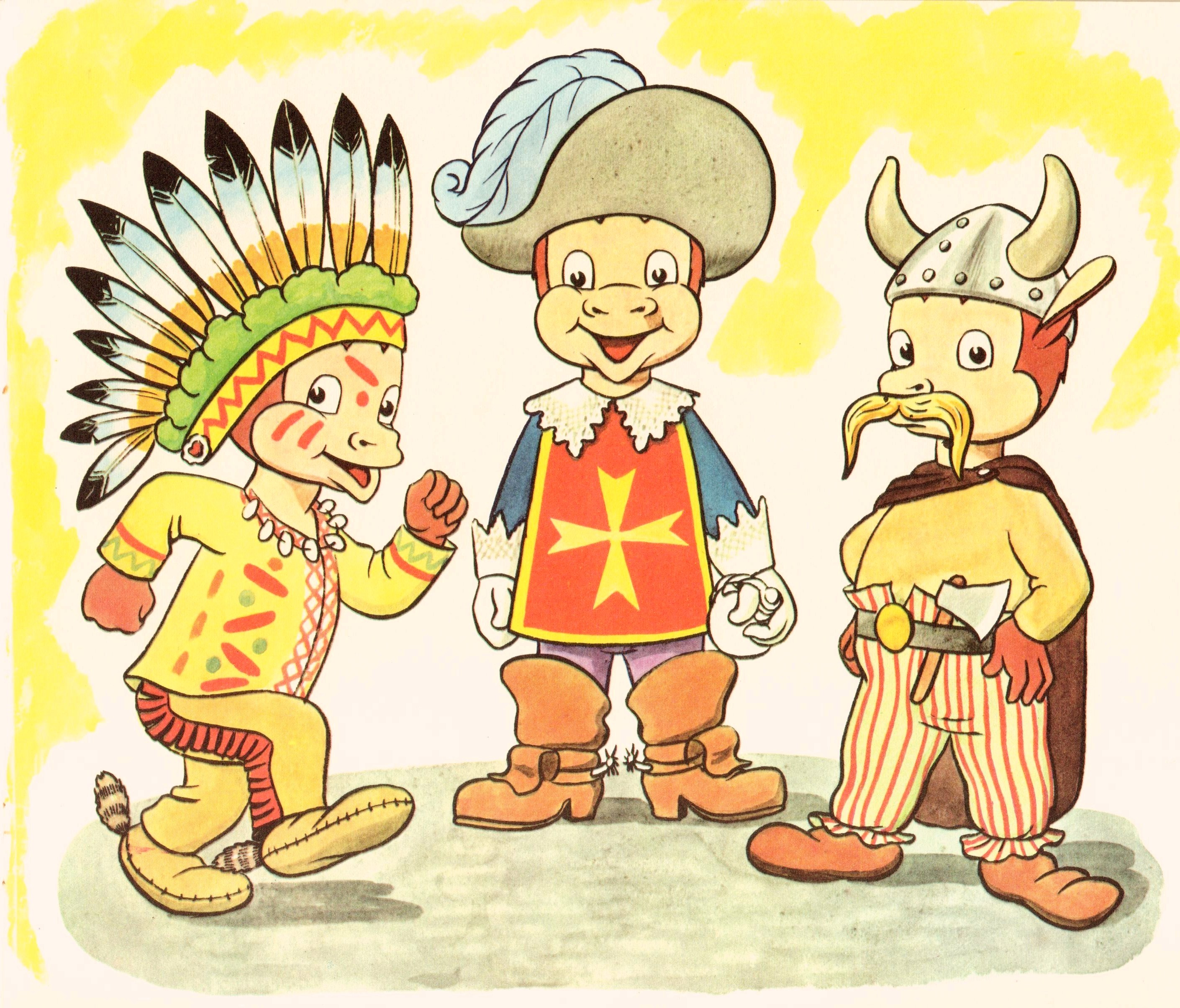
Roudoudou dom. Bambola di carta vintage.

Come Pif, un altro dei personaggi più noti di José Cabrero Arnal, Roudoudou, Riquiqui e i loro amici sono animali antropomorfi.
- Roudoudou, un bambino,
- Riquiqui, un cucciolo d'orso,
- Corso di sostantivati,
- Grimbert, un cucciolo di volpe,
- Lambert, un cucciolo che ricorda il cane Pif,
- Gris-Gris, un topo.
- Martin, un puledro. Gros-Garou, un piccolo lupo, il principale antagonista ricorrente di Roudoudou e dei suoi amici.

## Periodici
I personaggi sono apparsi in diverse testate e in diverse forme di compilazione:
- Roudou les belles images, un mensile dal 1950
  - con lo stesso titolo, album semestrali che raccoglievano il mensile Roudou
- Riquiqui les belles images, un mensile del 1951, pubblicato 10 o 15 giorni dopo Roudou
  - con lo stesso titolo, album semestrali che raccolgono il mensile Riquiqui
- Roudou e Riqui les belles images, album semestrali che raccolgono i numeri precedenti
- I giochi di Roudou e Riqui, bimestrale
- Le Journal de Roudou le joyeux cabri (1968-1969)
- Le Journal de Riquiqui le petit ours (1968-1969)
- Riquiqui Roudoudou - le journal qui se déplie (1970-1972)
- Le Journal de Roudoudou (e il suo gadget educativo), a partire dal 1973, la numerazione riprende da 1.

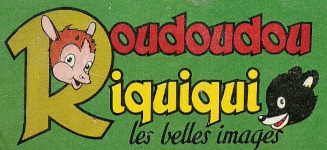
Roudoudou et Riquiqui
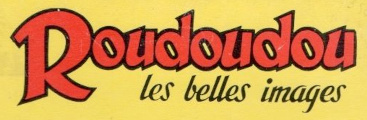
Roudoudou les belles images
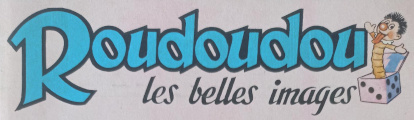
Roudoudou - avec diablotin
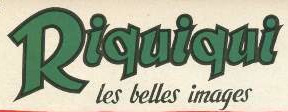
Riquiqui les belles images
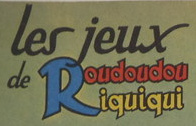
Les jeux de Roudoudou et Riquiqui

## Album
- Nel 2014 la casa editrice Fantaisium ha ripubblicato le vecchie avventure di Roudoudou[9] sotto forma di album.
  - Roudoudou à la mer, 19 x 19 cm, 28 pagine,
  - L'ABC di Roudou, 19 x 19 cm, 28 pagine.